# 八珠乡
八珠乡，是中华人民共和国甘肃省庆阳市环县下辖的一个乡镇级行政单位。

## 行政区划
八珠乡下辖以下地区：
八珠原村、曹李原村、瓦崾岘村、杏树沟村、塔儿嘴村、马莲掌村、冯家湾村、苟原村、湫坝沟村和白原村。